# 智利歷史
在公元前3000年前，智利开始有人类居住。16世纪，西班牙人开始征服此地，并且建立殖民地。直至1820年后，智利自西班牙独立。

## 早期歷史
智利的原居民是印第安人。十五世紀時期，其北部為印加帝國統領，中部為馬普切人控制，南部則為阿勞坎人所控制。主要以農業生產和漁獵等為生。 　　

## 西班牙殖民時期
十六世紀1530年代，西班牙殖民者法蘭西斯克·皮澤洛征服印加帝國，並派遣他的夥伴迪高·阿爾馬格羅入侵智利，但遭印第安人襲擊而退回。1540年，皮澤洛派遣皮治奧·巴爾迪維亞再次侵入智利，並陸續建立聖地亞哥、康塞普西翁和瓦爾迪維亞等城鎮；智利遂淪為西班牙殖民地。
殖民時期的智利最初是由秘魯總督直接管轄。1778年，西班牙王室設置智利都督府和檢審庭作為智利的最高統治機構。西班牙殖民者侵佔大片土地，強迫印第安人從事農業勞動或 採掘貴重金屬，給當地人民造成嚴重災難。1810年9月18日智利獨立戰爭，聖地亞哥的土生白人推翻了殖民政權，成立獨立政府。1814年10月，秘魯總督派兵前來恢復殖民統治。此後，智利人民起義不斷，並在贝尔纳多·奥希金斯和何塞·德·圣马丁的領導下在查卡布科大敗西班牙殖民軍。1818年2月12日，奧希金斯正式宣布智利獨立，成立智利共和國。

## 獨立後的智利（1818-1891年）
智利獨立後，奧希金斯政府採取了一系列措施以改善民生，如取消貴族爵位、發展公立學校和鼓勵對外貿易等。此舉觸發了地主階層的不滿，加劇社會不同階層的矛盾。1823年，奧希金斯被迫辭職，流亡秘魯。1831年，保守黨上台執政，制定憲法賦予總統極大權力以確保地主階層的利益，並確立天主教為國教。在這期間，保守黨政府大力發展銅礦業，改善了智利的經濟。1879年，南美太平洋戰爭爆發，智利吞併了秘魯的塔拉帕卡省和阿里卡省，還有玻利維亞的安托法加斯塔地區。1886年，何塞·曼努埃尔·巴尔马塞达（José Manuel Balmaceda）上任。
1891年，智利發生內戰，海軍軍官豪尔赫·蒙特（Jorge Montt）最終奪得政權。

## 國會共和時期（1891-1925年）及總統制時期（1925-1973年）
此后，地主阶级联合大进出口商通过国会控制政府，开始了所谓“国会共和时期”(1891～1920)。这个时期，智利经济有所发展。工人阶级队伍也逐渐成长起来，1909年成立了工人联合会。1912年，在路易斯·埃米利奥·雷卡瓦伦领导下成立了社会劳工党。
第一次世界大战后，美国垄断资本家大规模在智利投资，智利资产阶级力量也有所增长。1920年,自由联盟候选人阿图罗·亚历山德里·帕尔马当选为总统。1925年，召开制宪会议，制定新宪法，進入了總統制共和國時期，规定选民直接选举总统，实行政教分离,征收累进税，政府有权征用私人财产。工人运动日益发展。1922年社会劳工党改名为共产党，并加入共产国际。1932年亚历山德里·帕尔马再次当选总统后，反民主倾向加剧，法西斯势力日益猖獗。1936年，激进党、共产党、社会党、民主党和劳工联盟组成人民阵线。激进党在人民阵线支持下执政，佩德罗·阿吉雷·塞尔达（1938～1942）、胡安·安东尼奥·里奥斯·莫拉莱斯（1942～1946）和加夫列尔·冈萨雷斯·魏地拉（1946～1952）相继任总统。前两届政府曾大力兴办学校，成立“生产开发公司”，发展民族工业，向农民贷款，发展对外贸易。与此同时，无产阶级更加壮大。1941年国会选举时，有18名工人代表被选入国会。
第二次世界大战前期，智利保持中立。1944年与苏联建立外交关系，1945年对轴心国宣战。冈萨雷斯·魏地拉执政初期，曾吸收共产党人入阁。1947年起，关押并流放大批共产党人，镇压罢工工人，并同苏联等社会主义国家断交。1948年颁布《保卫民主法》，宣布共产党为非法。1952年，卡洛斯·伊瓦涅斯·德尔坎波当选总统后，继续执行对外追随美国政策。由于美国资本的控制，智利民族工业发展非常缓慢；农业亦非常落后，全国70％的可耕地掌握在大地主手中。人民生活日益困苦，民族民主革命运动日益发展。
1958年，自由党和保守党支持豪尔赫·亚历山德里·罗德里格斯当选总统。1964年，基督教民主党领袖爱德华多·弗雷·蒙塔尔瓦当选总统后，曾对美资铜矿公司实行“智利化”（即合营）；同时征收地主的部分土地分配给农民。1970年，社会党、共产党、激进党、统一人民行动运动、社会民主党和独立人民运动等6个党组成人民团结阵线，支持社会党人萨尔瓦多·阿连德·戈森斯当选总统。阿连德吸收共产党人入阁，执政期间实行了一系列重大经济和社会改革。1970年12月15日与中華人民共和國建立外交关系。阿连德的政策引起美国垄断资本家和国内保守派的反对，美国伙同其盟国对智利实行经济封锁。至1973年初期，通货膨胀率高达800%。

## 军事独裁时期（1973-1990年）

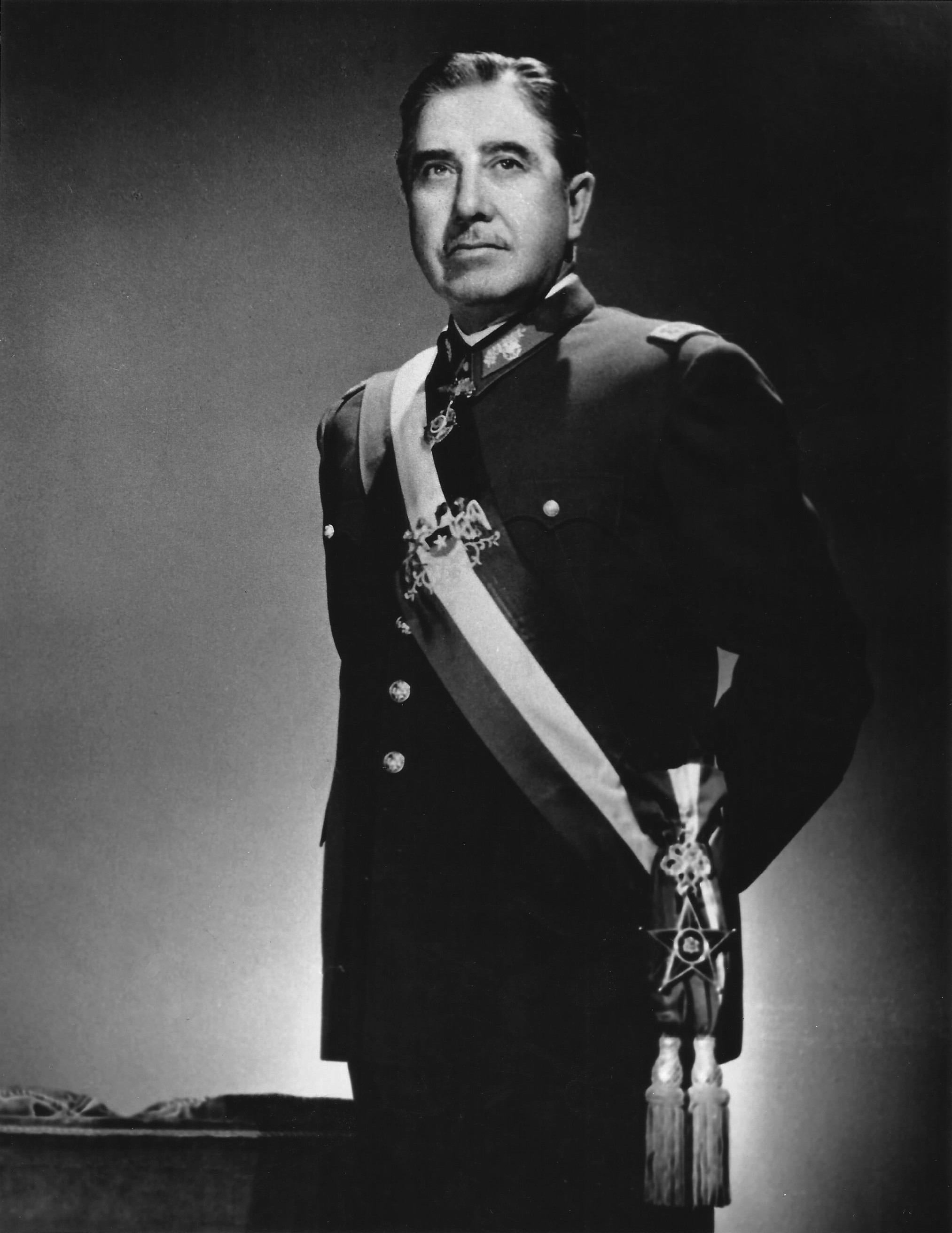
奥古斯托·皮诺切特。

1973年9月11日军人发动政变，推翻了阿连德政府。陆军司令奥古斯托·皮诺切特·乌加特任“军人执政委员会”主席。1974年6月，皮诺切特就任总统，1981年3月出任立宪总统。军政府执政后，禁止政治活动，取缔所有政党。国内政局动荡，经济困难，人民群众对军政府的不满情绪日益强烈。在此期间，反政府活动加剧。

## 民主時期（1990年至今）
1989年12月14日，智利选举了总统和议会大多数成员。基督教民主党人帕特里西奥·艾尔温以联合17个党团的大联盟收到55%的多数选票当选。帕特里西奥·艾尔温的任期是1990年至1994年。中間偏左聯盟一直執政至2010年。雖然中間偏左聯盟執政，但因缺乏國會絕對多數，因此需要和右翼反對黨合作，而皮諾切特制定的憲法一直運行至今。